# Рабочий факультет
Рабо́чий факульте́т (сокращённо рабфа́к) — учреждение системы народного образования в СССР, которое подготавливало рабочих и крестьян для поступления в высшие учебные заведения, существовавшее с 1919 года до начала 1940-х годов.
Рабфаками также неофициально именовались подготовительные отделения вузов, создававшихся в 1970—1980-е годы для целевого приёма молодёжи из сельской и рабочей среды.
По общему правилу выпускники рабфаков зачислялись в вузы без вступительных экзаменов (либо в качестве таковых им засчитывались выпускные испытания на рабфаках).

## Рабфаки после революции
До Октябрьской революции 1917 года подавляющая часть граждан Российской империи были неграмотны. По данным переписи 1897 года, в составе всего населения империи был 21 % грамотных, а за вычетом детей до 9 лет — 27 %. При этом уровень грамотности сильно различался в разных областях страны. Так, в Эстляндской и Петербургской губерниях грамотное население составляло 77,9 % и 55,1 %, а в Сибири и Средней Азии 12,4 % и 3,3 % соответственно. Но и среди тех, кто умел читать и писать, большинство приходилось на жителей сельских местностей и провинциальных городков, где возможности образования ограничивались церковно-приходской школой, уровень подготовки в которой делал фактически недоступным для выпускников не только высшее, но и среднее специальное образование.
Чтобы преодолеть барьер, объективно создававшийся в этих условиях перед полуграмотными рабочими и крестьянами в отношении возможности дальнейшего образования, 2 августа 1918 года СНК РСФСР издал декрет о новых правилах приёма в вузы, который предоставил трудящимся право поступать в высшую школу без экзаменов и посещать занятия даже без предварительного предъявления документа об образовании. Новые правила привлекли в вузы большое число рабочих и крестьян, но уровень общеобразовательной подготовки большинства из них оказался настолько низким, что высшее образование всё равно оказалось для них недоступным.
В этой ситуации заместитель наркома просвещения РСФСР М. Н. Покровский (он был председателем Совнаркома Москвы и Московской губернии с 11 марта 1918 вплоть до упразднения этого органа в мае 1918) выдвинул идею создания рабочих факультетов как предварительной ступени для подготовки широких масс к получению высшего образования. В 1919 году в Москве приняли постановление об открытии вечерних курсов по подготовке рабочих и крестьян в высшую школу при вузах, школах и в качестве самостоятельных учреждений. В Постановлении Наркомпроса РСФСР от 11 сентября 1919 года «Об организации рабочих факультетов» рабфак определён как автономное учебно-вспомогательное учреждение — специальные курсы для подготовки в кратчайший срок рабочих и крестьян в высшую школу.
Рабфак был открыт в 1919 году на базе вечерних курсов, организованных при бывшем Московском коммерческом институте (впоследствии Московский институт народного хозяйства им. Г. В. Плеханова, ныне Российский экономический университет имени Г. В. Плеханова), а также при МГУ курсов подготовки рабочих и крестьян для поступления в вузы. Преподавали здесь преимущественно молодые университетские профессора. Длительность обучения на курсах в зависимости от предварительной подготовки составляла 1-2 года. Обучение было бесплатным, учащиеся получали стипендию. Всего в Москве было открыто 45 таких курсов. Основание — решение коллегии НКП РСФСР. Первый в Сибири рабфак был открыт в марте 1920 года при Омском сельскохозяйственном институте.
Законодательное оформление системы рабфаков завершил декрет СНК РСФСР «О рабочих факультетах» от 17 сентября 1920 года. На рабочие факультеты принимались «рабочие и крестьяне в возрасте от 18 лет, делегированные производственными союзами, фабрично-заводскими комитетами, партийными отделами работы в деревне, волостными, уездными и губернскими исполкомами» (в формулировке БСЭ 1976 года — занятые физическим трудом, по командировкам предприятий, профсоюзов, партийных и советских органов). Обучение на дневном отделении рабочего факультета было приравнено к работе на производстве (то есть срок обучения засчитывался в трудовой стаж); слушатели обеспечивались государственными стипендиями. В 1921/1922 учебном году на дневных рабфаках был установлен трёхлетний срок обучения, на вечерних — четырёхлетний.
Сначала на рабфаки принимали без вступительных испытаний (требовалось лишь удовлетворительное владение письменной и устной речью и знание четырёх действий арифметики), но со временем правила ужесточились.
А. В. Луначарский говорил: «Мы знали, что если будем ждать, пока нормальным образом через низшие школы будут проходить новые студенты вверх, то солнце взойдёт тогда, когда роса выест нам очи. Поэтому мы пробили стену в университетах и вузах и, так как в эту брешь рабочий всё-таки впрыгнуть не может, то мы построили там лестницу, которая называется рабфак. Это лестница, при помощи которой рабочий от станка и крестьянин от плуга смогут после усиленнейших трёхлетних занятий пойти в университет и оказаться там достаточно подготовленным студентом».
Однако разрастание сети рабфаков при острой нехватке высококвалифицированных преподавательских кадров привело к низкому уровню подготовки их выпускников. На рабфаках вместо экзаменов были лишь итоговые беседы студентов с преподавателем, при этом выпускников рабфаков принимали в высшие учебные заведения без экзаменов; приёмная комиссия интересовалась только социальным происхождением, а на отсутствие элементарной подготовки часто закрывали глаза. Более того, говорили, что чем более «пролетарская» и неопрятная внешность у абитуриента, чем грубее он себя ведёт, тем больше шансов у него поступить. Был большим процент отсева рабфаковцев из-за их хронической неуспеваемости. В итоге, когда первая большая группа выпускников инженерных специальностей пришла на производство, то выяснилось, что заменить старых специалистов они не могут. Поэтому государство, перед которым стояла задача скорейшего восстановления экономики страны, пошло на смягчение отношения к непролетарским кадрам, «перешедшим на сторону Советской власти» — был принят ряд постановлений, согласно которым дети инженерно-технических работников получили те же права на поступление в высшие учебные заведения, что и дети рабочих.
Особое внимание уделялось подготовке национальных меньшинств, среди которых процент неграмотных в царской России был наибольшим. До 1924 года представители национальных меньшинств обучались преимущественно на рабфаках Москвы и Петрограда. Во второй половине 1920-х годов стали открываться национальные рабфаки и отделения при общих рабфаках.
В 1925/26 учебном году около 40 % мест при приёме в вузы было занято выпускниками рабфаков.
В 1930 году в РСФСР было 117 рабфаков (69 дневных, 48 вечерних) с 44930 студентами. К 1932/1933 учебному году в СССР работало уже более 1000 рабфаков, где обучалось около 350 тысяч человек. Многие рабфаки создавались при отраслевых вузах, что позволяло использовать в учебной работе оборудование, лаборатории и кабинеты и укрепляло связь рабфаков с высшей школой. С годами всё большее значение получали вечерние рабфаки, «где студенты не отрываются от производства, от рабочей среды, оставаясь связанными с производственной, общественно-политической, профессиональной жизнью своего завода, фабрики. Это преимущество вечерних рабфаков делает их более доступными для рабочих и обеспечивает дальнейшее развитие их, тогда как дневные рабфаки утрачивают своё значение по мере того, как дети рабочих и крестьян получают в 7-9-летних школах образование, достаточное для поступления в вузы».
Постановлением Совета народных комиссаров СССР № 433-а от 13 сентября 1930 года «О реорганизации рабочих факультетов и контингентах приема на них в 1930‑1931 г. в развитие постановления ЦИК и СНК Союза ССР от 23 июля 1930 г. о реорганизации высших учебных заведений, техникумов и рабочих факультетов» было решено все существующие рабфаки прикрепить к соответствующим высшим учебным заведениям.
В конце концов, к середине 1930-х годов благодаря развитию системы общего и специального среднего образования в СССР необходимость в рабфаках стала отпадать, и они были упразднены. Последний рабфак был закрыт в Москве в октябре 1941 года.

## «Рабфаки» 1970-х
В 1969 году в соответствии с постановлением ЦК КПСС и Совета Министров СССР «в целях повышения уровня общеобразовательной подготовки рабочей и сельской молодёжи и создания ей необходимых условий для поступления в высшую школу» в вузах страны были учреждены подготовительные отделения. И хотя старый термин «рабфаки» в официальных актах при этом не использовался, в неофициальной речи, а потом в вузовских документах и в СМИ он обрёл вторую жизнь, нередко употреблялся даже без кавычек.